# Ernst Eno
Ernst Eno (Valguta, 8. juna 1875 — Hapsalu, 7. marta 1934) bio je estonski pesnik, jedan od prvih predstavnika simbolizma u Estoniji.
Studirao je trgovinu na tehnološkim fakultetu u Rigi u godinama 1896−1904, kasnije je radio kao novinar u Tartuu, činovnik u Parnu i učitelj u gradu Valga.
Prve pesme izdao je u 1896. Ukupno izdao je 4 zbirke poezije: Uued luuletused (1908), Hallid laulud (1910), Valge öö (1920) i Kadunud kodu (1920).
U avgustu 1909. oženio se sa Elfridom Saul. Imali su ćerku Liki.
Umro je 7. marta 1934. od upale pluća.